# Partido judicial de Huesca
El partido judicial de Huesca o partido judicial n.º4 de la provincia de Huesca,  tiene su sede en dicha ciudad, cuenta con tres juzgados de primera instancia e instrucción y dos Audiencias provinciales. Está formado por los siguientes municipios:
Albalatillo, Albero Alto, Albero Bajo, Alberuela de Tubo, Alcalá de Gurrea, Alcalá del Obispo, Alcubierre, Alerre, Almudévar, Almuniente, Angüés, Antillón, Argavieso, Arguis, Ayerbe, Banastás, Barbués, Biscarrués, Blecua y Torres, Capdesaso, Casbas de Huesca, Castejón de Monegros, Castelflorite, Chimillas, Grañén, Gurrea de Gállego, Huerto, Huesca, Ibieca, Igriés, Lalueza, Lanaja, Loarre, Loporzano, Loscorrales, Lupiñén-Ortilla, Monflorite-Lascasas, Novales, Nueno, Peralta de Alcofea, Pertusa, Piracés, Poleñino, Quicena, Robres, Salillas, Sangarrén, Sariñena, Sena, Senés de Alcubierre, Sesa, Siétamo, La Sotonera, Tardienta, Tierz, Torralba de Aragón, Torres de Alcanadre, Torres de Barbués, Tramaced, Vicién y Villanueva de Sigena.